# Kurt Teege
Kurt Teege (* 1912 oder 1913; † 15. September 1942 bei Stalingrad) war ein deutscher Journalist. Er war während des Zweiten Weltkriegs der erste Chefredakteur der Deutschen Zeitung in Norwegen, die als Besatzungszeitung eine Pionierfunktion für nachfolgende Blätter in anderen Ländern ausübte.

## Leben
Teege arbeitete zunächst bei nationalsozialistischen Zeitungen in Bremen und Breslau. Kurz nach der Machtergreifung erschien in ersterem Blatt, der Bremer Nationalsozialistischen Zeitung, eine Reportage von ihm, die, nachdem er als getarnter Marxist einige Tage im KZ Mißler verbracht hatte, den früheren SPD-Reichstagsabgeordneten und Chefredakteur der Bremer Volkszeitung Alfred Faust, dessen Umfeld und andere „gestürzte Säulen der Judenrepublik“ diskreditieren sollte. Über das KZ und seine Häftlinge schrieb er u. a.

„Im Konzentrationslager können sich die Häftlinge miteinander unterhalten, soviel sie wollen, sie können Bücher und Zeitungen lesen, Skat spielen u.s.w. Ich selbst habe meine freie Zeit mit Schachspielen zugebracht und kann behaupten, dass ich meine Kenntnisse auf diesem Gebiet Dank des Konzentrationslagers vervollkommnet habe. Es ist fast paradox, aber gerade das königliche Schachspiel wird von den kommunistischen Lagerinsassen sehr bevorzugt.“

Über Faust äußerte er sich folgendermaßen:

„Faust hat sich genau wie seine Kollegen den Lagerverhältnissen schon sehr gut angepasst und macht mit seinem dicken Bauch mehr den Eindruck eines gutbürgerlichen Herren im Anfang der 50er Jahre als den eines ehemaligen sozialdemokratischen Führers und Redakteurs, dessen Aufgabe einzig und allein darin bestand, den Nationalsozialismus und damit den Führer des neuen Deutschland, Reichskanzler Adolf Hitler zu verleumden und mit Schmutz zu bewerfen. Den Lohn für seine Schandtaten hat Genosse Faust durch die Unterbringung im Konzentrationslager, das auch in einigen Jahren sein Aufenthalt sein wird, erhalten.“

Während des Abessinienkriegs berichtete Teege vor Ort als Korrespondent u. a. für die Pommersche Zeitung, anschließend für den Zeitungsdienst Graf Reischach aus Prag und Warschau. Seine Zeit in letzterer Stadt währte jedoch nur etwa einen Monat, im Mai 1939 wurde er aus Polen ausgewiesen. Seit November 1939 arbeitete er in Oslo. Nach der für Deutschland erfolgreichen Invasion Norwegens erhielt Teege, der fließend Norwegisch sprach, das Angebot, Hauptschriftleiter der neuen Deutschen Zeitung in Norwegen zu werden. Den späteren Aussagen des damaligen Reichsleiter für die Presse Max Amann zufolge war ein solches Angebot als Auszeichnung zu interpretieren, denn es seien nur die besten Journalisten für die deutschen Besatzungszeitungen ausgewählt worden. Teege blieb bis Ende 1941 Hauptschriftleiter bei der Deutschen Zeitung und kehrte anschließend nach Deutschland zurück.
Nach Berichten der nationalsozialistischen deutschen Presse, die aus Anlass seines Todes erschienen, habe sich Teege freiwillig zur Luftwaffe gemeldet. Daraufhin sei er an der Ostfront erst bei der Flak und dann bei den Kampffliegern zum Einsatz gekommen, außerdem habe er als Mitglied einer Propagandakompanie Kriegsberichte geliefert. Teege sei während der ersten Tage der Schlacht von Stalingrad bei einem Kampfeinsatz ums Leben gekommen.